# Уго Дюмініль-Копен
Уго Дюмініль-Копен (фр. Hugo Duminil-Copin; нар. 26 серпня 1985, Шатне-Малабрі, Франція) — французький математик, фахівець з теорії ймовірності. Доктор, професор Інституту вищих наукових досліджень (IHES) і Женевського університету.
Навчався у Ліцеї Людовика Великого (2003—2005) та Університеті Париж-Південь XI (2006—2007), в останньому здобув магістерський ступінь. Також отримав агреже з математики у Паризькій Вищій нормальній школі, де займався для цього в 2006—2008 рр. У 2008—2012 рр. займався для докторської і як постдок у Женевському університеті у Станислава Смирнова. В 2013—2014 рр. асистент-професор Женевського університету. З вересня 2016 року фул-професор IHES.

## Нагороди та визнання
- 2012: Prix Vacheron Constantin[4]
- 2012: Rollo Davidson Prize[en] (спільно з Vincent Beffara[de])
- 2013: Обервольфахська премія(інші мови)
- 2015: Cours Peccot[fr], Коллеж-де-Франс
- 2015: Early Career Award, International Association of Mathematical Physics[en]
- 2016: Премія Європейського математичного товариства
- 2017: Премія нові горизонти
- 2017: Jacques Herbrand Prize[en]
- 2017: Loève Prize[en]
- 2018: Запрошений доповідач на Міжнародному конгресі математиків
- 2022: Медаль Філдса[5]

## Доробок
- La percolation, un jeu de pavages aléatoires, Pour la Science, September 2011
- mit Roland Bauerschmidt, Jesse Goodman, Gordon Slade Lectures on self-avoiding walks, IMPA, Clay Math. Institute 2010, Arxiv
- mit Stanislaw Smirnow Conformal invariance of lattice models, Lecture Notes, Arxiv
- mit Vincent Beffara: Planar percolation with a glimpse at Schramm-Loewner, La Pietra week in probability 2011, Arxiv
- mit Béla Bollobás, József Balogh, R. Morris: The sharp threshold for bootstrap percolation in all dimensions, Trans. Amer. Math. Soc., Band 364 2012, S. 2667–2701. Arxiv